# Arnhem Centraal
Arnhem Centraal – stacja kolejowa w Arnhem, w prowincji Geldria, w Holandii.
Znajdują się tu 4 perony.